# Spectroscopie

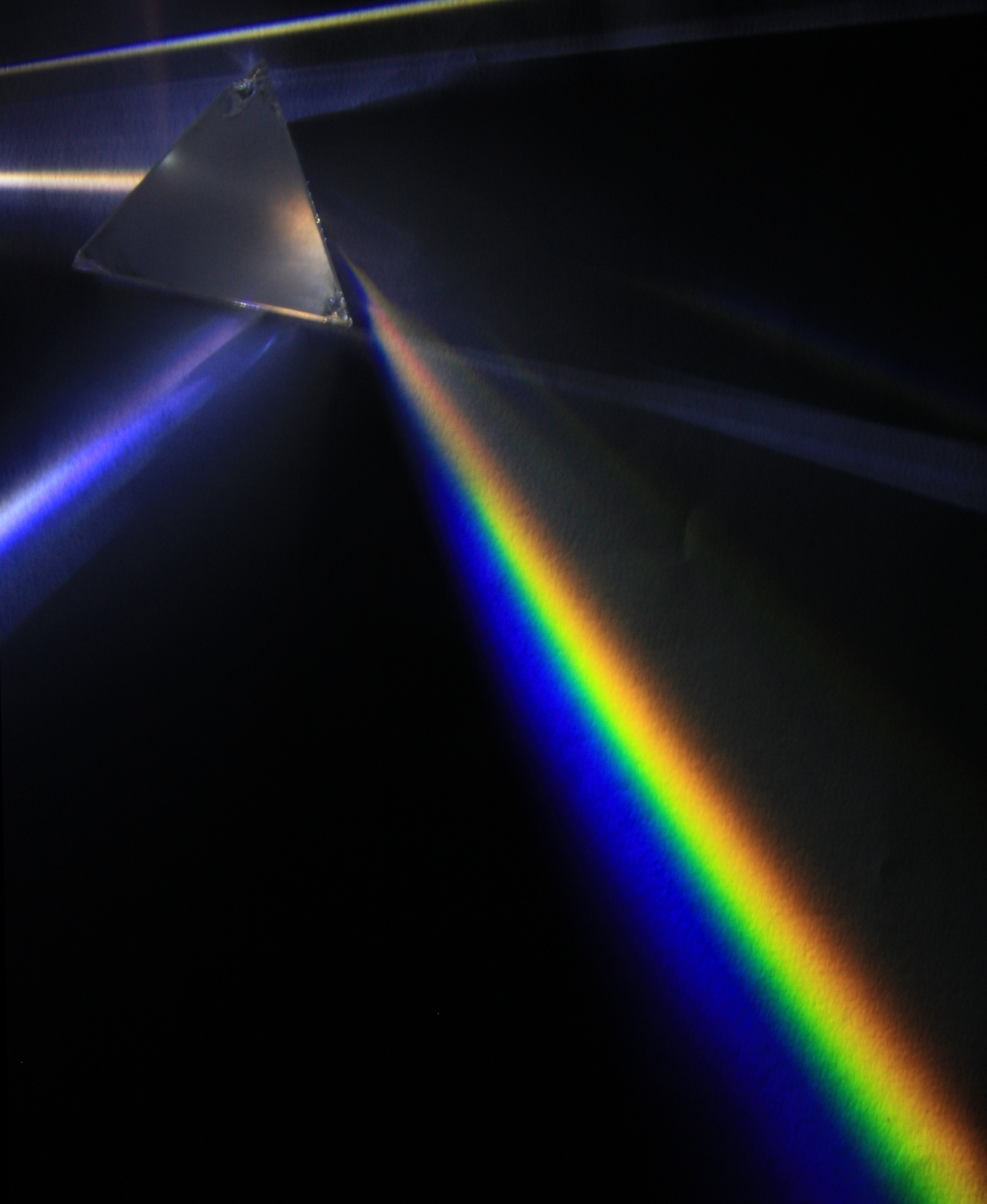
de kleurschifting door een prisma waarbij een spectrum zichtbaar wordt. Blauw licht wordt sterker gebroken dan rood licht.

Spectroscopie is een verzamelnaam voor wetenschappelijke technieken waarmee men stoffen kan onderzoeken aan de hand van hun elektromagnetische spectrum; men bestudeert de interactie van materie met straling van verschillende energie. Spectroscopische technieken worden toegepast in de natuurkunde, materiaalkunde en de analytische en fysische chemie om de samenstelling, fysische structuur  en elektrochemische eigenschappen van een atomair of moleculair systeem te bepalen. 
Spectroscopie is van groot belang in de astronomie, bijvoorbeeld om de samenstelling van sterren te onderzoeken. Spectroscopische technieken spelen ook een rol in de biochemie en medische wetenschappen, bijvoorbeeld bij de analyse van organische moleculen en tijdens medische beeldvorming.
Een basisprincipe in de spectroscopie is het verschijnsel dat licht (of ander type straling), door een prisma of diffractierooster, opgesplitst wordt in verschillend gekleurde lichtbundels. Hierdoor ontstaat een karakteristiek lijnpatroon, een zogenaamd spectrum, dat uniek is voor een bepaalde stof. Spectroscopische analyse is zeer gevoelig: men kan bijvoorbeeld individuele atomen detecteren in een stof. Bij de meeste spectroscopische analyses kan een miniem voorkomend sporenelement in een materiaal worden gedetecteerd via het emissiespectrum.

## Geschiedenis en toepassing
Oorspronkelijk werd de term spectroscopie alleen gebruikt voor onderzoek naar atomen en moleculen, waarbij alleen straling van verschillende golflengten van het elektromagnetisch spectrum (infraroodstraling, licht, ultravioletstraling of röntgenstraling) een rol speelt (bijvoorbeeld ramanspectroscopie). Voor de beschrijving en analyse van atomen spreekt men van atoomspectroscopie, dito voor moleculen van molecuulspectroscopie.
Spectroscopie kijkt naar de toestanden van microscopische systemen. Deze zijn veelal discreet, met een energieniveau, een levensduur, spin, pariteit, een spectrum van eigenschappen dat kan worden beschreven in de kwantummechanica. Een instrument waarmee het spectrum van straling bestudeerd wordt heet een spectroscoop.
In het algemeen wordt binnen de spectroscopie van een systeem de inwendige structuur beschreven met het spectrum van metastabiele (soms slechts extreem kortdurende) toestanden (excitaties), die kunnen worden gevormd door absorptie van straling en die kunnen vervallen door emissie (uitzenden) van straling. Door het bestaan van behoudswetten kan het spectrum van het te bestuderen systeem worden bepaald door waarneming van geabsorbeerde of geëmitteerde straling. 
Hierbij kan straling naast elektromagnetisch ook van een andere aard zijn, zoals elektronen (bètastraling), heliumkernen (alfastraling) of nog andere deeltjes (bijvoorbeeld protonen, neutronen).
Hetzelfde geldt voor subatomaire materie, zo spreekt men bij de studie van atoomkernen van kernspectroscopie, waarbij hoogenergetische elektromagnetische straling (gammastraling) een hoofdrol speelt. Ook bij de studie van tal van gebonden systemen van elementaire deeltjes gebruikt men de term spectroscopie, zo kent men bijvoorbeeld positroniumspectroscopie, hadronspectroscopie, mesonspectroscopie, en dergelijke.

## In de astronomie
In de astronomie is spectroscopie een belangrijk hulpmiddel om de samenstelling van sterren en andere hemellichamen te kunnen bepalen. Sterren worden dan ook ingedeeld naar hun spectraalklasse. Pionier op het gebied van astronomische spectroscopie was de Engelsman William Huggins samen met zijn vrouw Margaret Lindsay Huggins. Ook is door de verschuiving van bekende spectraallijnen door middel van het dopplereffect de snelheid van objecten te bepalen. Willam Huggins bepaalde op deze manier in de 19e eeuw de snelheid waarmee de ster Sirius zich van de aarde verwijdert: ruim 20 mijl per seconde. Weer later ontdekte Edwin Hubble dat hoe verder sterrenstelsels van ons af staan, hoe groter de roodverschuiving van de spectraallijnen is.

## Lijst van spectroscopie-technieken
- Atomaire-absorptiespectrometrie
- Fluorescentiespectroscopie
- Atomaire-emissiespectrometrie
- Molecuulspectroscopie
- UV/VIS-spectroscopie
- Kernspinresonantie (NMR)
- Fotometrie (astronomie)
- Astronomische spectroscopie